# Pius Schwizer
Pius Schwizer (Eich, 13 de agosto de 1962) es un jinete suizo que compitió en la modalidad de salto ecuestre.
Participó en dos Juegos Olímpicos de Verano, obteniendo una medalla de bronce en Pekín 2008, en la prueba por equipos (junto con Christina Liebherr, Niklaus Schurtenberger y Steve Guerdat), y el cuarto lugar en Londres 2012, en la misma prueba.
Ganó una medalla de oro en el Campeonato Europeo de Saltos Ecuestres de 2009.

## Palmarés internacional
| Juegos Olímpicos   | Juegos Olímpicos      | Juegos Olímpicos  | Juegos Olímpicos |
| Año                | Lugar                 | Medalla           | Categoría        |
| ------------------ | --------------------- | ----------------- | ---------------- |
| 2008               | Hong Kong (China)     | Medalla de bronce | Por equipos      |
| Campeonato Europeo |                       |                   |                  |
| Año                | Lugar                 | Medalla           | Categoría        |
| 2009               | Windsor (Reino Unido) | Medalla de oro    | Por equipos      |